# Юссеф Рабех
Юссеф Рабех (араб. يوسف رابح, нар. 13 квітня 1985, Рабат) — марокканський футболіст, захисник клубу «Відад» (Касабланка).
Виступав, зокрема, за клуб «Левскі», а також національну збірну Марокко.
Дворазовий володар Суперкубка Болгарії. Чемпіон Болгарії.

## Клубна кар'єра
Народився 13 квітня 1985 року в місті Рабат. Вихованець футбольної школи клубу ФЮС (Рабат). Дорослу футбольну кар'єру розпочав 2003 року в основній команді того ж клубу, в якій провів два сезони. 
Згодом з 2005 по 2007 рік грав у складі команд клубів «Аль-Аглі», ФЮС (Рабат) та ФАР (Рабат).
Своєю грою за останню команду привернув увагу представників тренерського штабу клубу «Левскі», до складу якого приєднався 2007 року. Відіграв за команду з Софії наступні три сезони своєї ігрової кар'єри. Більшість часу, проведеного у складі «Левскі», був основним гравцем захисту команди. За цей час виборов титул чемпіона Болгарії.
Протягом 2010—2011 років захищав кольори команди клубу «Магреб» (Тетуан).
До складу клубу «Відад» (Касабланка) приєднався 2011 року. Станом на 26 вересня 2017 відіграв за клуб з Касабланки 117 матчів в національному чемпіонаті.

## Виступи за збірні
У 2005 році залучався до складу молодіжної збірної Марокко.
У 2008 році дебютував в офіційних матчах у складі національної збірної Марокко.

## Титули і досягнення
- Володар Суперкубка Болгарії (2):

«Левскі»:  2007, 2009
- Чемпіон Болгарії (1):

«Левскі»: 2008-2009